# Желязкова, Бинка
Би́нка Дими́трова Желя́зкова-Га́нева (болг. Бинка Димитрова Желязкова-Ганева; 15 июля 1923, Свиленград, Болгария — 31 июля 2011, София, Болгария) — болгарский кинорежиссёр и сценаристка. Народная артистка НРБ.

## Биография
В 1953 году окончила ВИТИС (София). В своих фильмах обращалась к проблематике современности, теме преемственности поколений, борьбе болгарского народа против фашизма. Член БКП с 1947 года.
Была замужем за сценаристом Христо Ганевым; их дочь Светлана Ганева, кинооператор. Удостоена звания «Почётный гражданин Свиштова».

## Избранная фильмография

### Режиссёр
- 1957 — Жизнь течет тихо / Животът си тече тихо...
- 1961 — Как молоды мы были / А бяхме млади
- 1966 — Привязанный аэростат / Привързаният балон
- 1973 — Последнее слово / Последната дума
- 1977 — Бассейн / Басейнът
- 1980 — Большое ночное купание / Голямото нощно къпане
- 1982 — Баю-баю / Нани-на (д/ф)
- 1982 — Закрой /  (д/ф)
- 1987 — Ночью по крышам / Нощем по покривите  (т/ф)

### Сценарист
- 1973 — Последнее слово / Последната дума

## Награды
- 1961 — Золотой приз Второго Московского международного кинофестиваля («Как молоды мы были»)
- 1961 — номинация на Главный приз Второго Московского международного кинофестиваля («Как молоды мы были»)
- 1964 — Димитровская премия
- 1974 — номинация на Золотую пальмовую ветвь 27-го Каннского кинофестиваля («Последнее слово»)
- 1977 — Серебряный приз X Московского международного кинофестиваля («Бассейн»)
- 1977 — номинация на Золотой приз X Московского международного кинофестиваля («Бассейн»)
- 1982 — Народный артист НРБ
- 2003 — Орден «Стара-планина» I степени[1]